# Danell
Danell är en svensk prästsläkt från Danstorp i Småland, med ett antal framstående teologer, akademiker och politiker under 1800- och 1900-tal.
Det finns även en släkt Danell från Östergötland, samt en från Norrland, men dessa är inte besläktade.

## Urval av kända personer i släkten
- Hjalmar Danell (1860–1938), professor i Uppsala och biskop i Skara
- Valdemar Danell (1866–1947), skolman och präst
- Gideon Danell (1873–1957), skolman och språkforskare
- Sven Danell (1903–1981), biskop i Skara
- Gustaf Adolf Danell (1908–2000), domprost i Växjö
- Brita Mannerheim, född Danell (1916–2011), barnpsykiater
- Georg Danell (född 1947), moderat politiker